# ألون (فلم هندي)
ألون (بالإنجليزية: Alone) هو فيلم رعب هندي أصدر في عام 2015، بطولة بيباشا باسو، كاران سينغ غروفر وإخراج بهوشان باتيل، الفيلم مأخود عن فيلم تايلاندي يحمل نفس العنوان الذي صدر عام 2007، كما صدر فيلم آخر مقتبس منه عام 2011 الذي يحمل عنوان Chaarulatha.

## القصة
يتحدث الفيلم عن سانجانا (بيباشا باسو) التي تحب حبيبها كابير (كاران سينغ غروفر) بجنون، والتي مع الوقت ستلاحظ أمورا غريبة ومرعبة تحدث معها، حتى أن اكتشفت أن أختها أنجانا (بيباشا باسو) تلاحقها لتنتقم منها عما فعلته بها، وهو أنها قتلتها وسرقت حبيبها منها كونهما أختان توئمان كانتا ملتصقنتان ببعضهما، حتى أن قاما بعملية جراحية.
لهذا السبب لم يستطع كابير أن يكتشف الفرق بينهم بعد أن كبرا، ثم سيكتشف الأمر مع أحداث الفيلم.

## الممثلين
- بيباشا باسو : سانجانا/أنجانا
- كاران سينغ غروفر : كابير
- ساغار سايكا : بريتفي
- زاكر حسين : بروفيسور
- نينا غوبتا : أم سانجانا